# Anadia (Alagoas)
Anadia es un municipio brasileño del estado de Alagoas. En 1801, cuando fue elevado a la categoría de villa, pasó a ser llamada Villa Nueva de Anadia, en homenaje al Vizconde de Anadia, ministro portugués que autorizó la creación de la villa. La parroquia fue instalada en 1802.

## Geografía
Se localiza a una latitud 09º41'04" sur y a una longitud 36º18'15" oeste, estando a una altitud de 153 metros. Su población estimada en 2004 era de 17.740 habitantes.
Posee un área de 190,3 km².